# Алоады
Алоады (др.-греч. Ἀλωάδαι) — в древнегреческой мифологии братья-близнецы От (Ὦτος) и Эфиальт (Ἐφιάλτης), сыновья Посейдона или его сына Алоея и Ифимедии, которые славились нечеловеческой силой и буйным нравом. Первое упоминание Алоадов содержится в «Илиаде» Гомера, где говорится о том, что они заключили бога войны Ареса в бочку и держали в плену больше года.
Бросили вызов олимпийским богам. Взгромоздили на Олимп гору Оса, а на неё Пелион. После стали угрожать, что заберутся по ним на небо и засыпят горами море, сделав последнее сушей, а сушу морем. Убили сами себя копьями, когда Артемида, превратившись в лань, пробежала между ними. От с Эфиальтом бросили копья в оленя, а попали друг в друга. По другим версиям мифа, убиты олимпийскими богами.
В мифах об Алоадах антиковеды видят пережитки мифологии Древней Эллады до формирования культа олимпийских богов. Один из братьев Алоадов Эфиальт является персонажем «Божественной комедии» Данте Алигьери.

## Мифы

### Происхождение. Ранние годы
Существует множество версий относительно происхождения Алоадов. Согласно наиболее распространённым, братья-близнецы От и Эфиальт были сыновьями или внуками бога морей Посейдона. В «Илиаде» Гомера они представлены сыновьями Алоея, На момент бунта против богов их мать умерла, а мачехой названа Эрибея. Согласно «Одиссее» Гомера, Гесиоду, Псевдо-Аполлодору, Овидию, Первому Ватиканскому мифографу — сыновья Посейдона и жены Алоея Ифимедеи, Псевдо-Гигину — сыновья Алоея и дочери Посейдона Ифимедеи, или Посейдона и Ифимедеи. Эратосфен называл Алоадов «землеродными», а их имя связывал исключительно с тем, что братья были воспитаны женой Алоея.
В античных источниках приводятся два мифа об обстоятельствах рождения Алоадов. По версии Псевдо-Аполлодора Ифимедея влюбилась в Посейдона. Она каждый день приходила к морю и лила воду на грудь, пока Посейдон не сошёлся с ней. Овидий пишет о том, что у жены Алоея Ифимедеи был любовник Энипей. Посейдон принял образ Энипея, после чего сошёлся с Ифимедеей.
Алоады росли бешеными темпами — каждый год на локоть в ширину и сажень в высоту. К девяти годам они достигли такой силы и размеров, что смогли бросить вызов богам.

### Бунт против богов. Смерть
Алоады взяли в плен бога войны Ареса, заковали в цепи и поместили в медную бочку, где он находился тринадцать месяцев. Согласно схолиям к «Илиаде» Арес вызвал недовольство братьев тем, что убил во время охоты Адониса. Мачеха Алоадов Эрибея сообщила Гермесу о местонахождении Ареса. Вестник богов сумел выкрасть и освободить своего брата из плена. По одной из версий мифа бочка, в которой Арес находился в плену, была помещена на звёздное небо созвездием Чаши.
В возрасте девяти лет Алоады посчитали себя настолько могучими, что бросили вызов богам. Эфиальт посватался к Гере или Афине, а От — к Артемиде. Для того, чтобы сразиться с верховным богом Зевсом они взгромоздили на Олимп гору Оса, а на неё Пелион. После они стали грозить, что заберутся по ним на небо и засыпят горами море, сделав последнее сушей, а сушу морем.
Существует несколько вариаций мифа относительно смерти Алоадов. По одной версии — поражён молниями Зевса или стрелами Аполлона. По другой — они поразили сами друг друга, когда Артемида, превратилась в оленя и побежала между братьями. Желая попасть в животное, От и Эфиальт попали друг в друга. Ещё по одной версии оленя пустил между братьями Аполлон, когда те схватили Артемиду и собирались ею овладеть.
В подземном царстве Алоадов привязали к столбу змеями, лицом в противоположные стороны. Между ними находится сова, которая мучит их своими криками.

### Другие мифы
Алоады первыми принесли жертвы музам, установив, что гора Геликон будет их священным местом. Диодор Сицилийский в «Исторической библиотеке» описывает местный миф с острова Наксос. Фракийцы похитили фессалийских женщин, в том числе и мать Алоадов Ифимедею, и отвезли на остров. От и Эфиальт во главе войска приплыли на остров и победили находившихся там фракийцев. Местные жители стали почитать их в качестве героев.

## Культ и толкование мифа
Алоадов считали основателями своих городов жители Аскры в Беотии, Алоиона в Фессалии. Их могилу показывали в Анфедоне. В античных источниках содержатся указания на их почитание на островах Наксос, Крит, в Карии.
В мифах об Алоадах антиковеды видят пережитки мифологии Древней Эллады до формирования культа олимпийских богов. Алоадов считают персонификацией сельского хозяйства, земледелия. Алоей и Алоады — работники, которые молотят, колотят и топчут зерно. Фантазия древних греков во время формирования культа олимпийских богов превратила их в сильных великанов, которые в своей дерзости не побоялись восстать против богов, за что и были покараны. Согласно другим предположениям, основанных на анализе мифов, описанных у Диодора Сицилийского, а также данных о почитании Алоадов, их воспринимают собирательным образом фракийцев, основывающих колонии.

## В искусстве
В «Божественной комедии» Данте Алигьери Эфиальт описан среди четырёх гигантов, помещённых в колодец, который разделяет восьмой («Злые щели») и девятый (озеро «Коцит») круги ада.
Чья сила великана одолела,

Не знаю; сзади — правая рука,

А левая вдоль переда висела

Прикрученной, и, оплетя бока,

Цепь завивалась, по открытой части,

От шеи вниз, до пятого витка.

«Гордец, насильем домогаясь власти,

С верховным Дием в бой вступил, и вот, —

Сказал мой вождь, — возмездье буйной страсти.

То Эфиальт; он был их верховод,

Когда богов гиганты устрашали;

Теперь он рук вовек не шевельнёт».
Алоады упоминаются в «Метке Афины» Рика Риордана. В ходе повествования Алоады заключают Нико ди Анджело, одного из главных героев, в бронзовый кувшин, где он медленно умирает из-за недостатка кислорода, пищи и воды. Побеждены Джейсоном Грейсом, Перси Джексоном и Бахусом.

## В науке
В честь Ота назван Otozoum — ихнород (окаменевшие следы) завроподоморфных динозавров.